# فهرست واژه‌های متفاوت در فارسی تاجیکستان و ایران
فهرست واژه‌های متفاوت در فارسی تاجیکستان و ایران:
- از دست دادن دارد: در حال از دست دادن است
- افسانوی: افسانه‌ای
- انکشاف: رشد، گسترش
- اینچنین: همچنین
- به اعتبار گرفتن: در نظر گرفتن
- به خلاصه آمدن: به نتیجه رسیدن
- پریدمیت (از روسی): موضوع
- پُرّه: کامل
- پیشتره: پیشین
- تنقیدی: انتقادی
- چَندِرپیچ کردن: محکم بستن
- چُقورروی: ژرف‌کاوی
- دخلناک: مربوط
- در دوام: در طی
- درآورده شدن: درج شدن
- دوجان: آبستن
- رایون: بخش، ناحیه
- ریم: چرک
- ستاره‌گرمی: دلفریبی، جذابیت
- سر شدن: آغاز شدن
- شِفت: سقف
- صابونک زانو: کاسه زانو
- صداناک: مصوت، واکه
- ضیائیان: روشنفکران
- عاید به: مربوط به
- عکس نمودن: منعکس کردن
- عنعنه: رسم
- فرق کُناندن: تشخیص دادن
- کارتوتیکه: برگه، فیش
- کرده نمی‌تواند: نمی‌تواند انجام دهد
- کلان: زیاد، بزرگ
- کلَسیکی: کلاسیک
- گراماتیکه: دستور زبان
- لهجوی: لهجه‌ای
- محاکمه: بررسی
- مَدّه: چرک، چرکابه
- مصلحت: راهنمایی
- معنیداد: تعریف
- موقع: جایگاه
- می‌برآید: به دست می‌آید
- ناشتا: صبحانه
- تخم بریان: نیمرو
- واخوردن: برخورد کردن
- واریانت: گونه
- یک‌رَویی: لج‌بازی، یکدندگی
- یَنوَر: ژانویه